# Rafael Robayo
Rafael Fernando Robayo Marroquín (Bogotá, Colombia ; 24 de abril de 1984) es un exfutbolista colombiano. Se destacó al servicio de Millonarios en donde ostenta el récord de ser el tercer jugador con más partidos disputados con 428 encuentros.

## Trayectoria

### Inicios
Se inició en la Selección Bogotá juntó con varios jugadores que llegaron al profesionalismo como Falcao García, Abel Aguilar, Jairo Suárez, Stalin Motta, Óscar Morera entre otros.

### Atlético Nacional
A inicios del año 2001 llegó procedente de la Selección Bogotá a las divisiones inferiores del Atlético Nacional a pedido de Luis Fernando Montoya,  una temporada más adelante con el cuadro paisa logró debutar como jugador profesional de la mano del entrenador Alexis García, ante el Deportivo Pasto en un partido en condición de visitante el día 16 de febrero de 2002, jugando 19 minutos siendo sustituido por Felipe Chará, sólo jugó dicho partido en la Categoría Primera A con el cuadro verdolaga. Se mantuvo jugando en las inferiores del club hasta finales del 2003 luego de estar por dos años y medio.

### Once Caldas
Ficha con el blanco-blanco en julio de 2004 nuevamente por pedido del entrenador Luis Fernando Montoya, para afrontar el Torneo Finalización. Aunque no llegó a disputar ni un solo minuto en toda la temporada era considerado por Luis Fernando como el jugador con mayor proyección del plantel y por eso quería contar con él en los proyectos que tenía antes del atentado.

"Ya después hablando con ellos (cuerpo técnico del Once Caldas 2004) me enteré que él (Luis Fernando Montoya) tenía un precontrato con la AS Roma de Italia, y que dentro de ese precontrato que ya había firmado era llevar tres jugadores colombianos, uno de ellos era yo".
Declaraciones de Rafael Robayo sobre su posible fichaje al fútbol italiano junto con Luis Fernando Montoya.

### Primera etapa en Millonarios
Por recomendación de Luis Fernando Montoya a Héctor Javier Céspedes gerente de la época de Millonarios ficha con el equipo en enero de 2005. Debutaría el 16 de febrero. Aquel año jugó 36 partidos e hizo su primer gol como profesional en un partido que terminó 1-1 contra Atlético Nacional el 15 de mayo en cumplimiento de la fecha 15 del Torneo Apertura 2005.
Para el siguiente año, 2006, aunque se mantuvo en la nómina, no jugó ningún partido.
En 2007, volvió a tener la oportunidad y poco a poco se ganó la titularidad en el mediocampo albiazul y desde mediados de ese año, y luego de su gran actuación en la Copa Sudamericana 2007, torneo en el cual el equipo bogotano avanzó hasta semifinales, es titular en Millonarios.  Su primer gol en el Campin lo marcaría el 11 de marzo en el empate a un gol con Deportes Quindio.
Después de la salida de Gerardo Bedoya, a inicios de 2010, Robayo alterna la capitanía del club con José Mera. Hizo su primer doblete como profesional en el partido en que Millonarios venció 2-1 al Deportivo Pereira en Bogotá.

Levantaría su primer trofeo como embajador en la Copa Colombia 2011 donde marcaría gol para la victoria global 2-0 sobre Boyacá Chico.

Anuncia que abandonará el club capitalino, a través de su cuenta en Twitter:

"Me duele la partida de Millonarios, pero lastimosamente no se pudo llegar a un acuerdo y ahora tengo que pensar en mi futuro y el de mi familia".

Sale del club con un total de 227 partidos y 25 goles en su primer paso por la institución capitalina.

### Chicago Fire
Al día siguiente, el 5 de enero de 2012 se confirma su llegada al fútbol internacional. Robayo jugará con el Chicago Fire en la Major League Soccer en donde solo tuvo 17 partidos.
El 24 de julio de 2012, Millonarios confirma el regreso de Robayo al plantel bogotano.

### Segunda etapa en Millonarios
En el Torneo Finalización 2012 el ex-entrenador Luis Fernando Montoya quien había asumido como asesor deportivo del equipo embajador convence a Robayo de regresar a Millonarios, en donde se proclama campeón luego de una agónica definición de penales en la final frente al DIM.
Marcaría su segundo doblete con el equipo el 5 de mayo de 2013 en la goleada 4-1 sobre Patriotas Boyacá.

Luego del último partido de Millonarios en los cuartos de final por la Liga Colombiana 2013, en el que venció 3-1 a Once Caldas en El Campín, Rafael Robayo, confirmó que los directivos del club 'Embajador' le entregaron la carta de no renovación de su contrato actual. Sin embargo y gracias a un acuerdo común, el 16 de diciembre es renovado su contrato por 3 años más de permanencia en el club 'Embajador'.
Finalizó su ciclo en el cuadro embajador en 2016, se va de Millonarios con 428 partidos disputados y 39 goles anotados.
En el año 2017 juega con el equipo Patriotas FC de la primera división de Colombia en el segundo semestre de la Liga Colombiana jugando el 99% de los partidos tanto de Liga Águila como de Copa Águila y los dos partidos de Copa Sudamericana.
Su debut fue precisamente en Copa Sudamericana ante el Club Corinthians de Brasil en la ciudad de Tunja en partido que terminó empatado 1-1 y desde ese momento sólo estuvo ausente en un partido por Liga Águila.

### Deportes Tolima
En el año 2018 llega al equipo pijao por petición de Alberto Gamero. En junio del 2018 se consagra campeón del Torneo Apertura venciendo por penales a Atlético Nacional en el Atanasio Girardot. Para enero de 2019 el club tolimense decide no contar más con el bogotano por desacuerdos económicos con el jugador.

### Atlético Bucaramanga
El 31 de enero de 2019 se confirma como nuevo jugador del Atlético Bucaramanga firmando por un año. Debuta el 3 de febrero en la caída 2-0 contra su exequipo Millonarios ingresando en el segundo tiempo. Para el segundo semestre de 2019 termina sin minutos en el cuadro titular, y sin convocatorias durante varios partidos. Sale del equipo como jugador libre a la espera de un nuevo club para contar con sus derechos deportivos.

### Fútbol aficionado
Robayo compitió en el Torneo del Olaya 2021 jugando con el club Caterpillar Motor. Y nuevamente en el año 2023 con el club Maracaneiros en el mismo torneo.

## Selección Colombia
Fue convocado por Hernán Darío Gómez a la Selección Colombia en el mes de septiembre de 2010 para los partidos amistosos contra Venezuela y México. Su debut fue el 3 de septiembre de 2010 en el juego contra la Selección venezolana, al entrar por Hugo Rodallega, partido jugado en Puerto La Cruz, Venezuela. En 2011 fue convocado de último momento ante la lesión de Fredy Guarín por el entrenador Leonel Álvarez para afrontar los partidos ante Venezuela y Argentina sin llegar a sumar minutos en el terreno de juego, luego de esto nunca tuvo más convocatorias al seleccionado nacional.

### Participaciones enEliminatorias al Mundial
| Eliminatoria                         | Sede del Mundial | Posición      | Resultado   | PJ                                 | GA | Asis |
| ------------------------------------ | ---------------- | ------------- | ----------- | ---------------------------------- | -- | ---- |
| Eliminatorias Mundial de Brasil 2014 | Brasil           | 2°lugar 30pts | Clasificado | 0 (una convocatoria como suplente) | 0  | 0    |

## Clubes
| Club                 | País           | Año         | Ref.   |
| -------------------- | -------------- | ----------- | ------ |
| Atlético Nacional    | Colombia       | 2002        | [ 14 ] |
| Once Caldas          | Colombia       | 2004        | [ 15 ] |
| Millonarios          | Colombia       | 2005 - 2011 | [ 16 ] |
| Chicago Fire         | Estados Unidos | 2012        | [ 17 ] |
| Millonarios          | Colombia       | 2012 - 2016 | [ 18 ] |
| Patriotas Boyacá     | Colombia       | 2017        | [ 19 ] |
| Deportes Tolima      | Colombia       | 2018        | [ 20 ] |
| Atlético Bucaramanga | Colombia       | 2019        | [ 21 ] |
| Jenlai               | Andorra        | 2021        | [ 22 ] |
| Carroi               | Andorra        | 2022        | [ 23 ] |

## Estadísticas
| Club                            | Temporada | Liga  | Liga  | Liga  | Copa Nacional | Copa Nacional | Copa Nacional | Copa Internacional | Copa Internacional | Copa Internacional | Total | Total | Total | Prom. · |
| Club                            | Temporada | Part. | Goles | Asis. | Part.         | Goles         | Asis.         | Part.              | Goles              | Asis.              | Part. | Goles | Asis. | Prom. · |
| ------------------------------- | --------- | ----- | ----- | ----- | ------------- | ------------- | ------------- | ------------------ | ------------------ | ------------------ | ----- | ----- | ----- | ------- |
| Atlético Nacional · Colombia    | 2002-I    | 1     | 0     | 0     | Inexistentes  | Inexistentes  | Inexistentes  | Inexistentes       | Inexistentes       | Inexistentes       | 1     | 0     | 0     | 0,0     |
| Atlético Nacional · Colombia    | Total     | 1     | 0     | 0     | 0             | 0             | 0             | 0                  | 0                  | 0                  | 1     | 0     | 0     | 0,0     |
| Once Caldas · Colombia          | 2004-II   | 0     | 0     | 0     | Inexistentes  | Inexistentes  | Inexistentes  | Inexistentes       | Inexistentes       | Inexistentes       | 0     | 0     | 0     | 0,0     |
| Once Caldas · Colombia          | Total     | 0     | 0     | 0     | 0             | 0             | 0             | 0                  | 0                  | 0                  | 0     | 0     | 0     | 0,0     |
| Millonarios · Colombia          | 2005      | 30    | 1     | 0     | Inexistentes  | Inexistentes  | Inexistentes  | Inexistentes       | Inexistentes       | Inexistentes       | 30    | 1     | 0     | 0,03    |
| Millonarios · Colombia          | 2006      | 0     | 0     | 0     | Inexistentes  | Inexistentes  | Inexistentes  | Inexistentes       | Inexistentes       | Inexistentes       | 0     | 0     | 0     | 0,0     |
| Millonarios · Colombia          | 2007      | 29    | 2     | 0     | Inexistentes  | Inexistentes  | Inexistentes  | 9                  | 0                  | 0                  | 38    | 2     | 0     | 0,05    |
| Millonarios · Colombia          | 2008      | 33    | 4     | 0     | 4             | 1             | 0             | Inexistentes       | Inexistentes       | Inexistentes       | 37    | 5     | 0     | 0,13    |
| Millonarios · Colombia          | 2009      | 33    | 1     | 3     | 8             | 1             | 0             | Inexistentes       | Inexistentes       | Inexistentes       | 41    | 2     | 3     | 0,04    |
| Millonarios · Colombia          | 2010      | 24    | 6     | 2     | 10            | 1             | 0             | Inexistentes       | Inexistentes       | Inexistentes       | 34    | 7     | 2     | 0,20    |
| Millonarios · Colombia          | 2011      | 38    | 6     | 5     | 11            | 2             | 0             | Inexistentes       | Inexistentes       | Inexistentes       | 49    | 8     | 5     | 0,16    |
| Millonarios · Colombia          | 2012-II   | 19    | 2     | 0     | 1             | 0             | 0             | 5                  | 1                  | 1                  | 25    | 3     | 1     | 0,12    |
| Millonarios · Colombia          | 2013      | 38    | 4     | 2     | 10            | 1             | 0             | 5                  | 0                  | 0                  | 53    | 5     | 2     | 0,09    |
| Millonarios · Colombia          | 2014      | 29    | 1     | 1     | 7             | 0             | 0             | 2                  | 0                  | 0                  | 38    | 1     | 1     | 0,02    |
| Millonarios · Colombia          | 2015      | 39    | 3     | 5     | 2             | 0             | 0             | Inexistentes       | Inexistentes       | Inexistentes       | 41    | 3     | 5     | 0,07    |
| Millonarios · Colombia          | 2016      | 37    | 2     | 2     | 5             | 0             | 0             | Inexistentes       | Inexistentes       | Inexistentes       | 42    | 2     | 2     | 0,05    |
| Millonarios · Colombia          | Total     | 349   | 32    | 20    | 58            | 6             | 0             | 21                 | 1                  | 1                  | 428   | 39    | 21    | 0,09    |
| Chicago Fire Estados Unidos     | 2012-I    | 17    | 0     | 0     | 1             | 0             | 0             | Inexistentes       | Inexistentes       | Inexistentes       | 17    | 0     | 0     | 0,0     |
| Chicago Fire Estados Unidos     | Total     | 17    | 0     | 0     | 1             | 0             | 0             | 0                  | 0                  | 0                  | 17    | 0     | 0     | 0,0     |
| Patriotas Boyacá · Colombia     | 2017      | 19    | 1     | 0     | 6             | 0             | 0             | 2                  | 0                  | 0                  | 27    | 1     | 0     | 0,04    |
| Patriotas Boyacá · Colombia     | Total     | 19    | 1     | 0     | 6             | 0             | 0             | 2                  | 0                  | 0                  | 27    | 1     | 0     | 0,04    |
| Deportes Tolima · Colombia      | 2018      | 45    | 2     | 0     | 1             | 0             | 0             | Inexistentes       | Inexistentes       | Inexistentes       | 46    | 2     | 0     | 0,04    |
| Deportes Tolima · Colombia      | Total     | 45    | 2     | 0     | 1             | 0             | 0             | 0                  | 0                  | 0                  | 46    | 2     | 0     | 0,04    |
| Atlético Bucaramanga · Colombia | 2019      | 27    | 1     | 0     | 2             | 0             | 0             | Inexistentes       | Inexistentes       | Inexistentes       | 29    | 1     | 0     | 0,0     |
| Atlético Bucaramanga · Colombia | Total     | 27    | 1     | 0     | 2             | 0             | 0             | 0                  | 0                  | 0                  | 29    | 1     | 0     | 0,0     |
| Total en su carrera             | 458       | 36    | 20    | 68    | 6             | 0             | 23            | 1                  | 1                  | 549                | 43    | 21    | 0,08  |         |

## Palmarés

### Campeonatos nacionales
| Título              | Club            | País     | Año  |
| ------------------- | --------------- | -------- | ---- |
| Copa Colombia       | Millonarios     | Colombia | 2011 |
| Torneo Finalización | Millonarios     | Colombia | 2012 |
| Torneo Apertura     | Deportes Tolima | Colombia | 2018 |